# Bard College

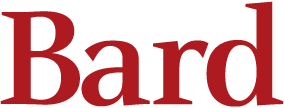
Logo

Bard College is een kleine universiteit in Annandale-on-Hudson in de Amerikaanse staat New York. Het is een zogenaamde  liberal arts college die vooral voorziet in een vierjarige bacheloropleiding.

## Geschiedenis
De universiteit werd opgericht in 1860 onder de naam St. Stephen's, in samenwerking met de Episcopal Church van de stad New York, en veranderde in 1934 van naam ter ere van John Bard, de oprichter van de universiteit. Tussen 1928 en 1944 was Bard/St. Stephen's een undergraduate-opleiding die deel uitmaakte van Columbia University. Bard/St. Stephen's banden met Columbia werden verbroken toen Bard besloot de deuren ook voor vrouwelijke studenten te openen.
In de jaren 40 was Bard een toevluchtsoord voor intellectuele vluchtelingen uit Europa. Onder deze vluchtelingen bevonden zich Hannah Arendt, Stefan Hirsch, Felix Hirsch, Werner Wolff en de filosoof Heinrich Blücher.

## Ranking en cijfers
28% van de aanmeldingen in 2010 werden geaccepteerd. 54% van de eerstejaarsstudenten uit dit jaar behoorden tot de beste 10% van hun middelbare school, zo blijkt uit de gegevens van 41% van de eerstejaarsstudenten die hun ranking openbaar hebben gemaakt. The Princeton Review gaf Bard 96 punten van een mogelijke 99 punten in een beoordeling van de selectiviteit van de universiteit. Ook US News & World Report plaatste Bard in de categorie "meest selectief".  In 2011 plaatste Newsweek Bard op de zestiende plek in een top twintig van universiteiten met de hoogste werklast.
De eerstejaarsstudenten van 2010 waren afkomstig uit 36 verschillende staten van Amerika en 40 verschillende landen.

## Politieke oriëntatie
In 2005 plaatste The Princeton Review Bard op nummer twee van de lijst "most liberal colleges".